# Nikita Novikov
Nikita Novikov (Rusia, 10 de noviembre de 1989) es un ciclista ruso.
El 7 de junio de 2013, la UCI suspendió provisionalmente a Novikov al haber dado positivo por Hidroxi-Ostarine y O-Defenil-Ostarine en una muestra de orina recogida el 17 de mayo de 2013.

## Palmarés
2011
- Tour de Eslovaquia, más 2 etapas
- Tour de Saboya, más 1 etapa
- 1 etapa del Giro del Valle de Aosta

## Equipos
- Katyusha Continental (2008-2009)
- Itera-Katusha (2010-2011)
- Vacansoleil-DCM Pro Cycling Team (2012-2013)